# 墓石

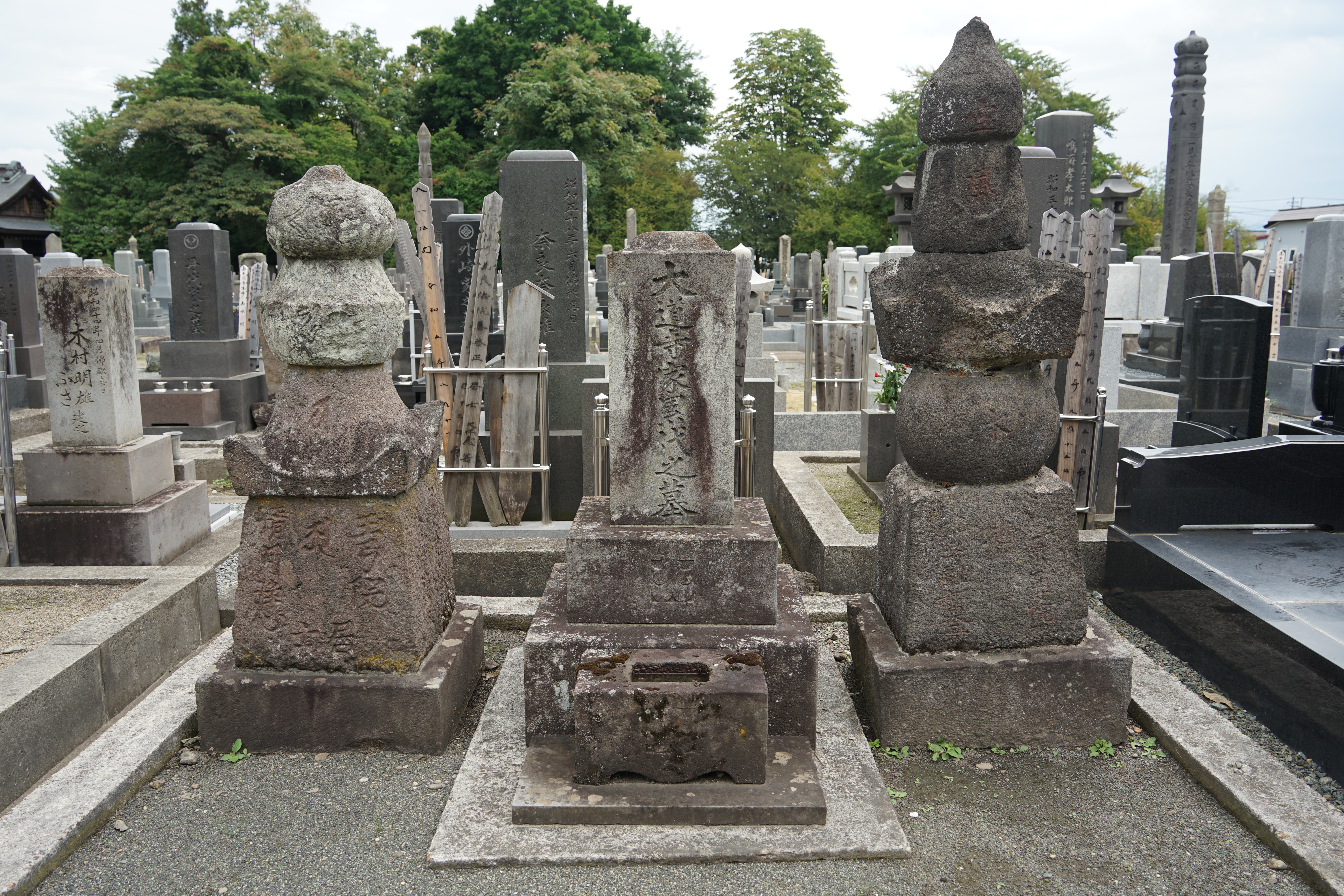
大道寺家累代の墓。日本仏教式。

墓石（ぼせき、はかいし、英: tombstoneあるいはheadstoneあるいはgravestone）とは、墓の上に設置される大きめの石や石材加工品。墓碑（ぼひ）ともいう。

## 日本の墓石
日本においては五輪塔、宝篋印塔、宝塔、多宝塔、層塔、板碑なども含まれる。

### 日本の墓石の歴史
旧石器時代以降、死者は様々な形で土中に埋葬されるようになった。縄文時代後期から弥生時代より後には、墳丘墓など有力者が葬られた、一見してそれと分かる墓所も造営されるようになった。古墳が姿を消した後の平安時代、公家や地方豪族、高僧らが亡くなると、主に仏教に基づく供養塔や墓石としての五輪塔、宝篋印塔、宝塔、多宝塔、層塔などが建てられるようになった。その後、鎌倉時代から室町時代にかけて、禅宗の到来とともに位牌と戒名が中国から伝わる。その影響からか、位牌型の板碑や今日の墓石に近い角柱型のものも作られるようになった。薄い板碑と違って紙面に文字を刻むことができ、家族墓として利用しやすいためである。
庶民が墓石を建てる習慣は、戦国時代の畿内に始まった。江戸時代になると檀家制度が確立され、人々に先祖に対する供養や葬儀、墓など仏事が生活の中に定着したことにより、全国的に見られるようになった。船で遠方の石材を運んだり、各地に石切り場や石工が増えたりしたことで、以前より墓石を安く入手できるようになったことも背景である。苗字帯刀が許されなかった庶民も、墓石に苗字を記すことは黙認されていたと推測される。墓石に家紋を入れるようになったのはその頃からである。
はじめ墓石は個人や夫婦のためのものであったが、明治中期以降は家制度の確立により、家単位で建立される習慣が定着した。その為、正面には以前は故人の戒名（法名）を彫っていたものから、「○○家（先祖代々）之墓」といった形に変わっていった。
第二次世界大戦後、霊園の洋型の墓石が登場。現在ではデザイン墓石など多様化している。
近年では、少子化の影響や墓地の区画整理により本来の位置から移転することも増えてきている。

### 形状
現在、日本で建立される墓石の形状は大きく和型、洋型、デザイン墓石に分けられる。以下の説明にあるように、和型は基本的な形がある程度決まっている。墓地の場所や墓の形が家族の吉凶を左右すると唱える、家相や風水に通じる墓相(学)という考えがある。

#### 和型
基本的には台石を2つ重ねた上に細長い石（棹石）がのる「三段墓」。全体的に縦に長く背が高い。

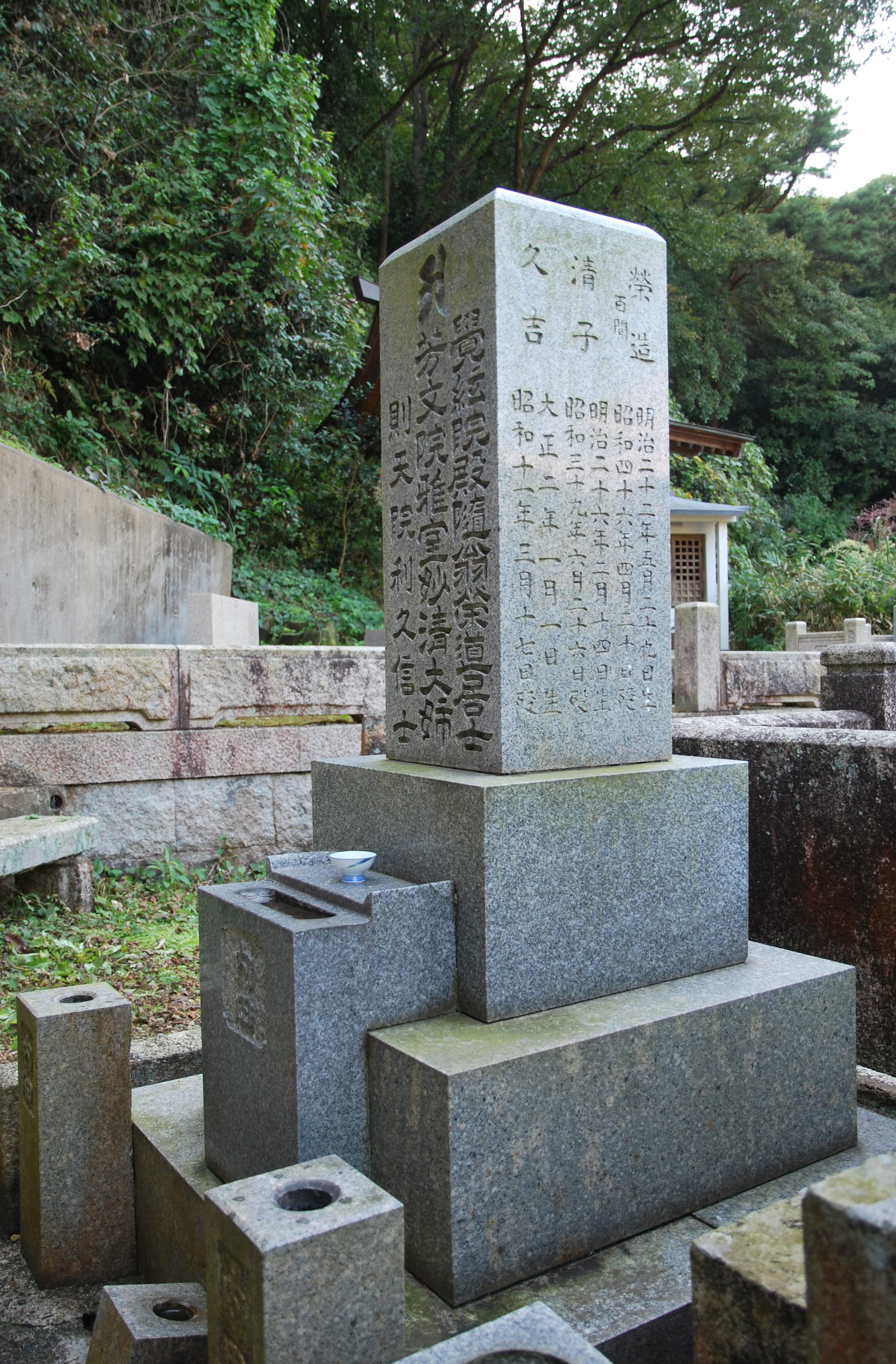
内田百閒の墓（岡山の安住院墓地）

仏式
日本の墓地にて多く見られる墓石は、各柱塔が三段積み重なっている形状で、一般的には和型三段墓と呼ばれている。和型三段墓は上から「竿石（棹石）」「上台石」「中台石」「芝台石」の四つの墓石で構成され、竿石を仏石と呼んだり、三段の石を天地人に見立て竿石を（事業や金銭など動産を示す）天の石、上台を（寿命や家庭など人間を示す）人の石、中台を（財産や家など不動産を示す）地の石と呼んだりすることもある。石の種類は白御影石や黒御影石が使われる事が多い。和型の墓石は仏舎利塔や五輪塔を簡略化したものだといわれている。
正面には宗派の梵字や名号、「倶会一処」（浄土真宗）などが刻まれる。側面や裏面には建之日・建之者、側面に故人の命日・俗名などを刻む。文字の所に墨を入れる場合もある。家紋は水鉢や花立に刻む。彫刻した部分に入れる墨色は、石の色や地域により黒、白、金、銀などがある。
神式
江戸時代以前には仏式の墓が主流であった。明治時代の神仏分離政策により、神葬祭用の墓が建てられるよう政府が公営墓地を急造した。これにより民営墓地以外でも神道の墓が建てられるようになった。神道では死は穢れとされていることから、通常は神社境内に墓地はないが、神社が事業主体となった神道専用の墓地も見られる。神式の墓は一般には「奥都城」と呼ばれる神道式の三段墓で、上記の和型三段墓と似ている。

#### 洋型
基本的には台石の上に横長の石が乗る。全体的に横に長く背が低い。日本においての洋型墓石の主流はストレート型とオルガン型に分けられ、各々の形状において二段型と三段型がある。違いとしては、地面に接する洋台部と呼ばれる土台の上に竿部が載るものが二段型で、両者の間に中台部があるものが三段型である。全国優良石材店の会（全優石）のアンケート調査によると、2015年に洋型の購入者数が和型を上回るようになった。縦長の和形は地震時に倒れやすいので東日本大震災後は洋型が増えている。

#### デザイン墓
形式や固定観念に囚われない、現代的で故人への想い入れを反映したお墓。和型と洋型を融合させたような比較的落ち着いた形から、故人の個性を偲ばせる突飛で斬新な形まで多種にわたる。依頼人が遺族だけではなく、生前に個性的な墓石をデザインし注文することも珍しくない。デザインの要素としては墓石の形状、色、表面の加工、石材、彫刻、碑文、付属品などがある。利用されている素材で大きく類別すると、従来の御影石のみでデザインされたもの、アートガラス、金属（ステンレス鋼や銅板）をデザインに取り入れたものなどがある。既存の墓石と比較して、お墓を明るい雰囲気にする要素があることから、業界としてもデザイン墓石を推進する動きが見られ、全優石ではお墓デザインコンテストを毎年実施している。仏事関連出版社である六月書房は、デザイン墓石コンテスト墓石大賞を毎年催し、デザイン墓石の写真集を出版している。 主な墓石メーカーとしては、御影石のみでデザインされた墓石のカテゴリーで、デザイン墓石を昭和62年から取り組んでいるインターロック社と、ガラス墓の先駆けであるフォースプレイス社の光り墓（ひかりぼ）が最大手として知られている。デザイン墓石は、個人がオリジナルで制作するものから、メーカーによりデザインされたものまで幅広い。

### 墓石の管理
親族がいなくなったり、墓の管理を拒否したりすると、墓はいわゆる無縁仏となり、墓石の処理が問題になる。永代供養でも期限付きであることが多い。不用になった墓石は魂抜きの供養など宗教行為の後、産業廃棄物のがれき類として処分され、一般的には砕石され路盤材などに利用される。
このため個人の死生観や宗教観に基づく理由のほか、子供がいないなどで一族が絶えることを想定したり、子孫に負担となることを嫌ったりして、墓石を建てない人もいる。その場合、散骨や自然葬、他人と共用の屋内納骨堂といった方法が選ばれる。
偉人や著名人の墓は子孫以外にも供養され続けられ、墓めぐりの対象ともなるので比較的しっかりと管理される。

## 欧米圏の墓石

### 歴史
18世紀には髑髏や智天使、王冠、骨壷、墓掘り人のつるはしやシャベル等のメメント・モリの意を含む装飾が彫られた。その他の珍しい例としては、時の翁（「時」の擬人化）等の寓話上の人物や家紋などのエムブレム、故人の生涯（特に死因など）がある。
19世紀には墓石は多様化し、簡素なものから豪奢な装飾を施したものまである。十字架や天使などの装飾のほか、高度な加工をほどこしたものもあった。
- 11世紀のスウェーデンの墓石
- 1639年の墓石（イギリス、ワームズヒル）
- キャプテン・アンドリュー・ドレイク（1684–1743）という人の墓石。（ニュージャージー州エジソンのステルトンバプテスト教会（en:Stelton Baptist Church）
- ビクトリア朝時代の墓石（イギリス）

### デザイン
墓石には、基部は直方体状や半円状や球状などがあり、頭頂部は楕円形や錐形等がある。
装飾に用いられた各種エムブレムはキリスト教など宗教上のテーマに関連している。
現代では、簡素な形状の墓石も多い。

### 具体例
- 錨 - 揺るぎない希望
- 哀天使 - 悲しみ
- アーチ - 天国での配偶者との再会
- 鳥 - 魂
- 本 - 信仰、知恵
- ケルビム - 神の知恵や正義
- 柱 - 立派な人生
- 壊れた柱 - 早世
- 巻貝 - 知恵
- 十字架や錨、聖書 - 試練、勝利と報酬
- 王冠 - 報酬と栄光
- イルカ - 救い、魂の天国への運び
- 鳩 - 純性、愛と聖霊
- 常緑植物 - 永遠の命
- 花飾り - 死の勝利
- ひょうたん - 悲しみからの解放
- 手のひら - 配偶者との繋がり
- ハート - 献身
- 馬蹄 - 邪悪に対する保護
- 砂時計 - 時の流れ
- キヅタ属 - 誠実、記憶、不滅の友情
- オイルランプ - 不老不死
- 月桂樹 - 勝利、名声
- 百合 - 純度と復活
- ライオン - 強さ、復活
- 人魚 - 二元教 - 完全な神 、完全な男性
- オーク - 力
- オリーブの枝 - 赦しと平和
- ヤシ - 殉教 または死の勝利
- クジャク -永遠の命
- 枕 - 臨終、永遠の眠り
- ケシ - 永遠の眠り
- オンドリ - 目覚め、勇気と用心
- 殻 - 誕生と復活
- ダビデの星 - 神
- 髑髏 - 生命の完結
- 尾を喰らう蛇 - 天国での永遠の命
- ツバメ - 母親
- 交差した剣 - 戦死
- 松明 - 上向きであれば永遠の命、火が点いていなければ死
- 樹幹 - 生命美
- 三角形 - 真実、平等、三位一体
- シダレヤナギ - 喪、悲しみ

- ユダヤ教徒の墓石。ヘブライ語の碑文が刻まれた墓石
- イスラム教徒の墓地（サラエヴォ）

## 墓石の主な素材

### 石材の特徴
野石
墓を作る風習が始まった初期の頃では、ただ石を置いただけの墓や、あるいは故人の名前や享年を碑文とした墓があった。
花崗岩
花崗岩は硬性が高く、手作業による碑文加工が困難であることから、現在ではブラストマシンによる加工を行なっている。
大理石と石灰岩
大理石と石灰岩は加工がしやすい半面、酸に弱い。酸性雨を長期間浴びると、碑文などが溶解し読み取れなくなる。ポルトランド石はイギリスで一般的に使われていた石灰岩であり、大理石は19世紀初期から人気となった。
砂岩
砂岩は加工しやすくかつ耐久性が有り、他の石材と比較して経年劣化しにくい。砂岩の剥離は水分が砂岩の層に入り込み凍って膨張することで発生する。17世紀の植民地時代の北アメリカでは、野石に代わり砂岩が使用された。

### 石材の産地（日本）
- 花崗岩（俗に御影石）
  - 真壁石
  - 恵那錆石
  - 稲田みかげ
  - 羽黒みかげ
  - 磐梯みかげ
  - 吾妻みかげ
  - 本御影石
  - 青木石
  - 大島石
  - 庵治石
  - 万成石

- 安山岩
  - 本小松石
  - 山崎石
  - 男鹿石
  - 戸室石
- 斑糲岩
  - 浮金石
- 凝灰岩
  - 笏谷石

### その他
墓石ではなく金属、木材や植物を墓碑の素材とすることがある。
鉄
ヴィクトリア朝時代のイギリスで人気であり、専門の鋳造業者や各土地の鍛冶師により制作された。錬鉄の墓石は風雨による侵食や錆に弱いが、鍛鉄の墓石は何世代も侵食に耐えうる。
白銅
実際の素材は亜鉛であるが、マーケティング上の命名により白銅と呼ばれる。大理石よりも耐久性が有り、約3分の1程度安く販売された。
木
ジョージ王朝時代からヴィクトリア朝時代にかけて一般的であり、グレートブリテン島などの地域に在る。
植物
樹木や低木、バラなどを遺灰を埋めた場所に植えることがある（樹木葬）。

## 彫刻
昔は、鑿と金槌で彫っていたが、現在、文字の彫刻はサンドブラストという研磨材を高圧で吹き付けて、徐々に表面を削る手法で掘られている例がほとんど。まず、墓石の表面を研磨してから、彫るべき部分を切り抜いたゴムシートを張り、彫らない部分を保護しておくと、磨いた表面は傷つかず、彫るべきところのみを削ることができる。

## 資料としての墓石
墓石は葬られた人物の生没年や事績などを知る歴史的史料としても活用され、生没年が複数説ある人物の場合は刻まれた年記の歴史的背景を探るための資料としても活用される。石材である墓石は比較的堅固な史料であるが、長年の歳月により表面は摩耗し、文字の解読が困難となる場合もある。

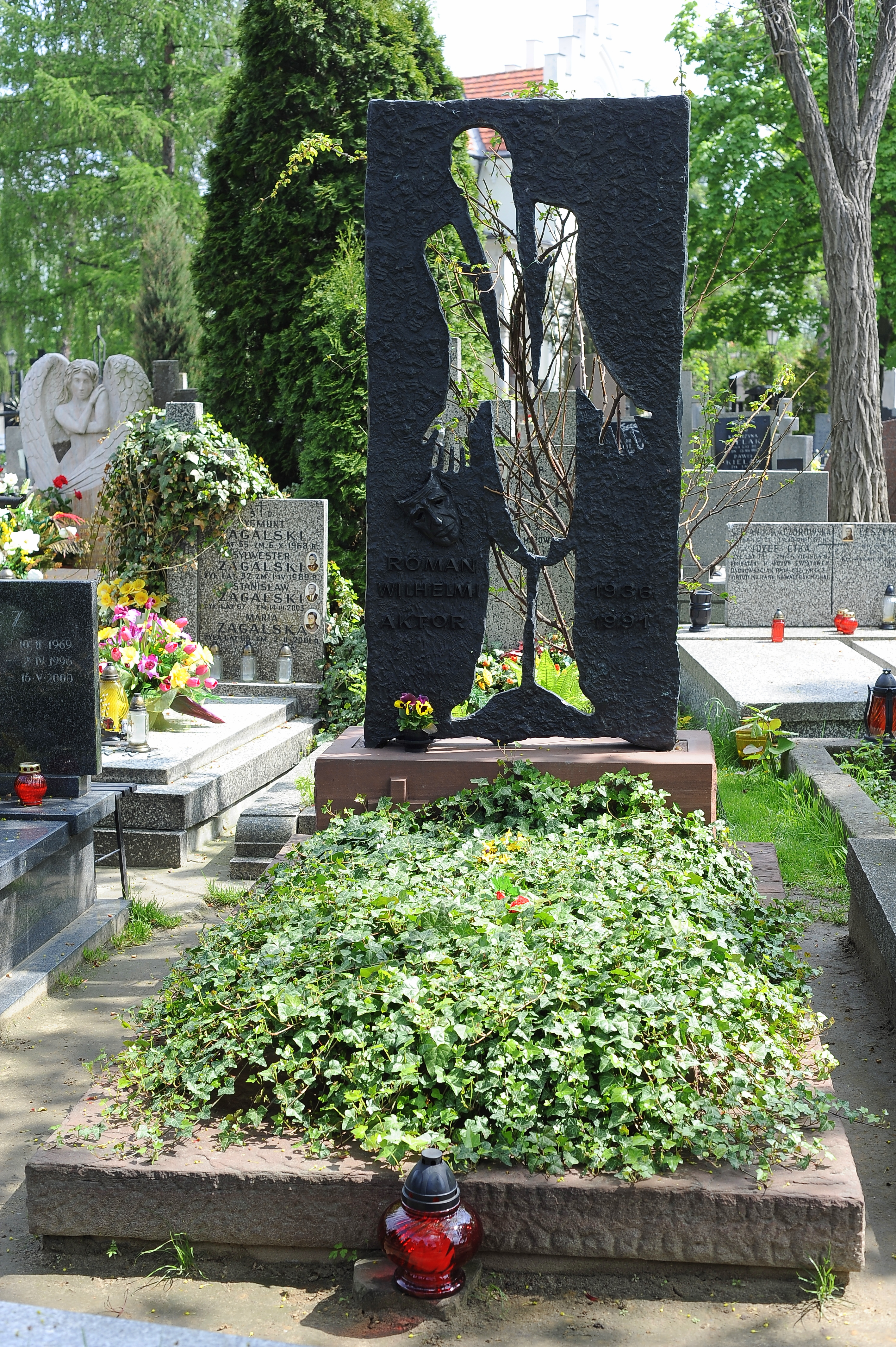
歌手ローマン・ヴィルヘルミ（英語版）
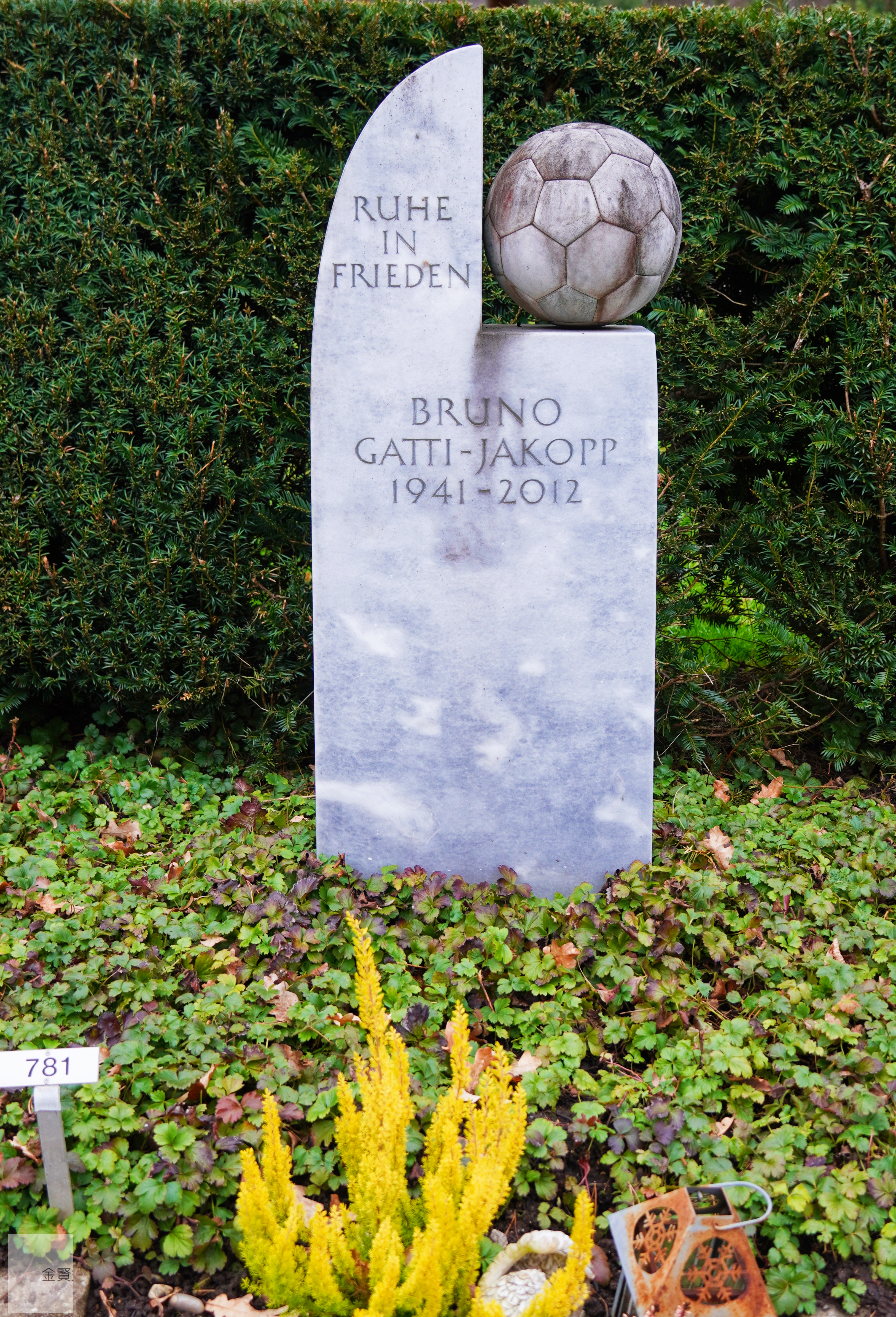
サッカー選手ブルーノ・ガッティ（英語版）
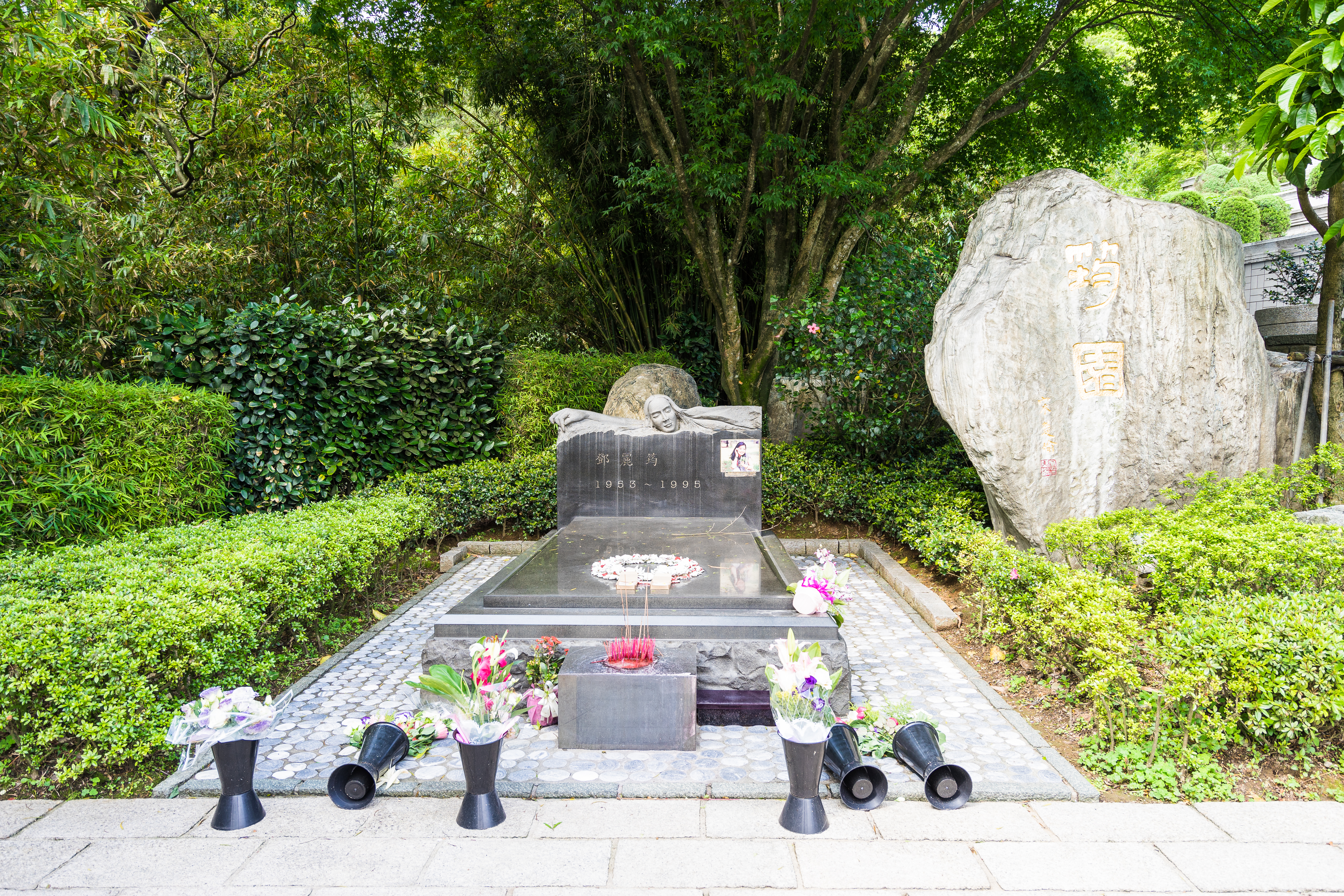
テレサ・テンの墓所